# Ice (2011)
Ice is een Britse miniserie uit 2011 bestaande uit twee delen. Regie was in handen van Nick Copus.  Hoofdrollen worden gespeeld door Richard Roxburgh, Frances O'Connor en Claire Forlani. De miniserie is een bewerking van het gelijknamige boek van auteur James Follet.

## Verhaal
In 2020 zijn de gevolgen van de klimaatopwarming goed zichtbaar en dit in een veel sneller tempo dan verwacht. In Zuid-Europa is de temperatuur zo fel gestegen dat er geen regen meer valt en alle land is omgevormd tot woestijn. Mensen uit zulke regio's trachten te migreren naar andere Europese landen, maar veel landen hebben hun grenzen reeds gesloten. Enkel het Verenigd Koninkrijk en bepaalde delen van de Verenigde Staten lijken ontsnapt te zijn aan de klimaatopwarming. Daarbij komt dat de bestaande boorplatforms voor fossiele brandstof uitgeput zijn en dat bedrijven zich nu willen richten tot olie dewelke zich in de zeebodem onder de gletsjers van Groenland bevindt.
Professor Thom Archer werkt voor de overheidsdienst "Polar Alliance". Deze dienst gaat na of industriële activiteit op de Arctis invloed heeft op het ijs. Thom tracht de overheid te verhinderen om de exploitatielicentie van het bedrijf Halo, dat momenteel als enige werkzaam is op de gletsjers van Groenland, niet te verlengen. Volgens Thom zijn de gletsjers drastisch aan het smelten. Wanneer deze verdwijnen, zal het zeewater zeven meter stijgen en de Noord-Atlantische stroom stilvallen. Dat laatste zal ervoor zorgen dat er een nieuwe ijstijd aanbreekt in het noordelijk halfrond. Halo geeft toe dat er inderdaad een opwarming is in het gebied, maar dat Thom geen enkel bewijs heeft dat de opwarming een rechtstreeks gevolg is van hun booractiviteiten. Net omdat dit bewijs er niet is, wordt de vergunning verlengd.
Niet veel later krijgt Thom van zijn collega Peterson het bericht dat er onweerlegbaar bewijs is gevonden dat de boringen van Halo verantwoordelijk zijn voor de opwarming. Thom reist naar de Arctis. Echter, Peterson werd ondertussen gedood, wellicht door een ijsbeer, waardoor Thom terug een zoektocht moet starten naar het onweerlegbare bewijs.
Hoewel Thom het bewijs vindt, heeft een nieuwe booractie van Halo ervoor gezorgd dat een thermische bron wordt geraakt. De hitte zorgt ervoor dat het poolijs enkele uren later volledig gesmolten is en Thom zijn eerdere voorspelling niet veel later een feit is: het ganse noordelijke halfrond is bedekt met metershoge sneeuw en de temperatuur is gedaald tot -30 graden Celsius. Nadat de Britse regering de bevolking opdracht heeft gegeven om zich op een of andere manier naar het zuiden te begeven, wordt de natie opgeheven. Omdat er daardoor officieel geen wetten meer zijn, wordt het land geterroriseerd door diverse bendes. Ondertussen reist Thom met een ijsbestendig vliegtuig van de Arctic naar het Verenigd Koninkrijk om zijn familie in een post-apocalyptisch Londen te redden.

## Rolverdeling
| Acteur           | Personage         |
| ---------------- | ----------------- |
| Richard Roxburgh | Thom Archer       |
| Frances O’Connor | Sarah Fitch       |
| Claire Forlani   | Jacqueline Archer |
| Ben Cross        | Stephan Archer    |
| Simon Callow     | Eerste minister   |
| Patrick Bergin   | Quinn             |
| Stephen Moyer    | Peterson          |
| Brooke Williams  | Milly Archer      |
| Erin Mullally    | Rafael            |
| Joseph G. Quinn  | Icarus            |
| Sam Neill        | Anthony Kavanagh  |
| Nathaniel Lees   | Olaf              |
| John Leigh       | Lammer            |
| Gareth Reeves    | Ben               |